# 桓公 (邾)
桓公（かんこう、生没年不詳）は、春秋時代の邾の君主。姓は曹、諱は革。

## 生涯
邾の隠公の大子（太子）となった。紀元前487年、隠公が魯から帰国したところを、呉王夫差の派遣した大宰子余の軍に討たれ、楼台に幽閉された。桓公が擁立されて政務を執った。紀元前485年、隠公は魯に亡命し、さらに斉に亡命した。紀元前473年、隠公が越の支援により帰国してくると、桓公は越に亡命した。